# 五十嵐恵 (海軍軍人)
五十嵐 恵（いがらし めぐみ、1889年（明治22年）5月24日 - 1927年（昭和2年）8月24日）は、日本の海軍軍人。美保関事件で殉職した「蕨」駆逐艦長である。最終階級は海軍中佐。

## 人物・来歴
略歴
新潟県中頸城郡旭村（現・新潟県上越市）の豪農で郡議会議員を務めた五十嵐正綱の次男。高田中学、長岡中学を経て、1908年（明治41年）に海軍兵学校へ進んだ。
五十嵐は海兵39期で、伊藤整一、角田覚治、和田操らが同期生である。席次は入校時150名中40番、卒業時148中92番。1912年（大正元年）12月少尉任官。駆逐艦乗組み、「矢矧」水雷長、「白露」駆逐艦長などを経て海軍大学校入校。甲種24期で、学生長は原忠一。山口多聞、福留繁、草鹿龍之介ら総勢20名であった。五十嵐は席次3番で卒業し、第27駆逐隊所属の｢蕨｣駆逐艦長に補された。連合艦隊の夜間主力艦襲撃訓練中、｢蕨｣は軽巡洋艦｢神通｣と衝突し沈没。五十嵐ら92名が殉職した。
人物
五十嵐は運動が得意で柔道四段、大柄な体躯であった。草鹿は「論客で、曲がったことは嫌い」と評している。海兵、海大とも同期の原は親友であり、体つきや性格まで似ていたという。｢栂｣駆逐艦長として美保関事件の現場にいた原は、五十嵐の死後も五十嵐家を頻繁に訪問し、戦後も交流が続いた。五十嵐家は海軍将校がよく訪問しており、山口多聞は常連であった。美保関事件時に軽巡洋艦｢那珂｣と衝突した｢葦｣駆逐艦長で、のちに殉職（戦死）する須賀彦次郎もその一人である。｢神通｣艦長で自決した水城圭次は五十嵐の海大時代の恩師であった。妻と一男一女が残され、事件当時3歳であった長男は日本蝶類学会会長を務めた五十嵐邁である。